# 固有キラリティー
| ヘキサヘリセンの2つの鏡像異性体。ヘリセンは固有キラリティーを持つ分子である。 |  | ヘキサヘリセンの2つの鏡像異性体。ヘリセンは固有キラリティーを持つ分子である。 |
| ヘキサヘリセンの2つの鏡像異性体。ヘリセンは固有キラリティーを持つ分子である。 |  |                                                                               |

化学において、固有キラリティー（こゆうキラリティー、英: inherent chirality）は、分子および錯体の性質の一種である。このような分子および錯体では、古典的立体要素ではなく、いかなる2次元表現においても対称軸を欠いている構造における「曲がり」の存在の結果として対称性が欠如している。
「生得的にキラル（inherently chiral）」という表現は、アッパーリムにXXYZあるいはWXYZ置換パターンを持つカリックスアレーンを説明するためにBoehmerによって初めて使用され、後にC76、C78、C84のようなキラル分子骨格を持つフラーレン、非対称ウラニル-サロフェン錯体、ロドプシンの発色団である11-cis-レチナールのプロトン化シッフ塩基へと拡張されている。